# Comusia decolorata
Comusia decolorata là một loài bọ cánh cứng trong họ Cerambycidae.